# Reserva Natural Parcial do Garajau

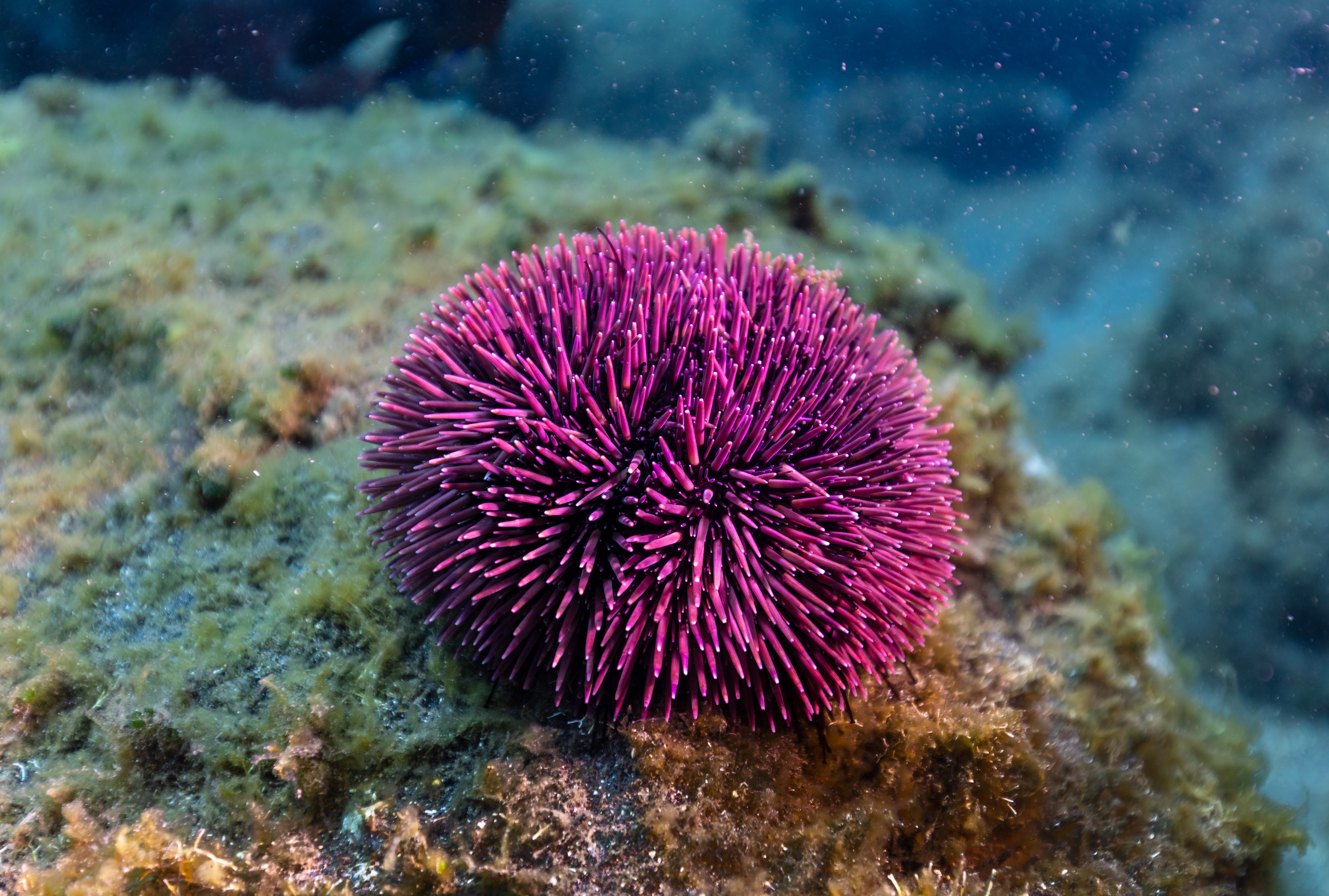
Ouriço-do-mar violeta (Sphaerechinus granularis) na Reserva Natural Parcial do Garajau

A Reserva Natural Parcial do Garajau é uma reserva marinha, localizada na vertente sul da Ilha da Madeira que é administrada pelo Parque Natural da Madeira.
Foi criada em 1986 devido à necessária existência de áreas no litoral da Madeira que funcionassem como viveiros, contribuindo assim para um repovoamento faunístico das áreas adjacentes. Em toda a área da reserva, a actividade piscatória está totalmente interdita e a circulação de navios está condicionada.
Esta reserva localiza-se na zona leste do Funchal e prolonga-se até o município de Santa Cruz. Tem uma área total de 376 hectares, e estende-se desde a linha costeira (em preia mar) até uma batimétrica de 50 metros de profundidade.